# Elisabeth van Elten

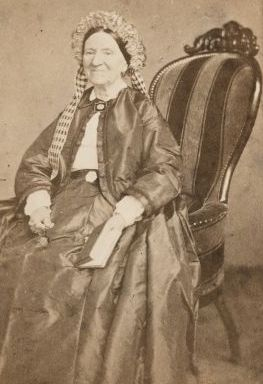
Elisabeth van Elten

Elisabeth Stoopendaal-van Elten (getauft 25. April 1784 in Amsterdam; gestorben 4. Mai 1865 in Den Haag) war eine niederländische Schauspielerin.

## Leben
Elisabeth van Elten wurde am 25. April 1784 in Amsterdam getauft. Sie war die Tochter von Pieter van Elten (1756–1786) und Maria Bosch (geb. 1750). Sie stammte aus einer römisch-katholischen Familie. Als sie knapp zwei Jahre alt war, starb ihr Vater. Sie wuchs mit ihren beiden älteren Brüdern und einer jüngeren Schwester in Amsterdam auf, wo ihre Mutter 1787 den reformierten Nicolaas Hinsen (ca. 1761–?) heiratete. Als junges Mädchen wurde Elisabeth van Elten in die Truppe von Herman van 's-Gravezande, einer Wandertheatergruppe mit Kinderschauspielern, aufgenommen. Neben Proben, tagsüber und Auftritten am Abend erhielt Elisabeth zusammen mit den anderen Kindern der Truppe unter der Anleitung von Van 's-Gravezande Unterricht in Lesen, Schreiben und Schauspiel. In der Kompanie lernte sie den sechs Jahre älteren Schauspieler Johannes Hermanus Stoopendaal (1778–1841) kennen und trat mit ihm gemeinsam in mehreren Stücken auf. So in dem Stück „Die Jäger von Iffland“. Kurz nach 1800 bekam sie ein Engagement an der Stadsschouwburg Amsterdam.
Elisabeth van Elten wurde im Jahr 1802 von Johannes Stoopendaal schwanger. Stoopendaal war zu dem Zeitpunkt verheiratet und seine Frau war im selben Jahr mit ihrem dritten Kind schwanger. Ihre Tochter Marie Elisabeth kam am 24. Dezember 1802 in Den Bosch zur Welt. Stoopendaals Ehe wurde 1806 offiziell wegen seines Ehebruchs aufgelöst.
Van Elten und Stoopendaal begannen 1808 mit den Zuid-Hollandsche Tooneelisten unter der Leitung von Ward Bingley zu arbeiten. Dort debütierte sie am 13. September als Liesbeth in Zublis Stück Gesner. Sie war eine der bedeutendsten Schauspielerinnen des Ensembles und arbeitete unter anderem mit Joanna Cornelia Bingley, Suzanna Sablairolles und Jacoba Maria Majofski zusammen. Van Elten spielte Rollen in verschiedenen Theatergenres, glänzte jedoch besonders in den häuslichen Dramen von Iffland und Kotzebue, oft mit Johannes als Gegenspieler. Ihre größten Erfolge erzielten sie als Ehepartner.
Van Elten wurde von ihren Zeitgenossen für ihre überzeugende Leistung auf der Bühne und ihr tugendhaftes Privatleben gelobt. Über die Umstände, unter denen ihre Liebesbeziehung mit Van Stoopendaal begann, schwieg man. Ab 1808 trat Elisabeth unter dem Namen Stoopendaal auf, was den Eindruck erweckte, sie sei verheiratet. Allerdings heirateten Johannes Stoopendaal und Elisabeth van Elten erst 1821 in Bloemendaal. Der Grund, warum sie so spät heirateten, ist nicht bekannt.
Van Elten blieb auch nach Stoopendaals Tod im Jahr 1841 bei den Zuid-Hollandsche Tooneelisten. Ihr Schwerpunkt lag nun nicht mehr auf der Rolle der Ehefrau, sondern auf Mutterrollen. Am 18. April 1856 feierte sie ihr goldenes Jubiläum in der Koninklijke Schouwburg in Den Haag mit der Aufführung von Eene familie von Birch-Pfeiffer. Die Vorführung war ausverkauft, und im Publikum befanden sich hochrangige Gäste, darunter mehrere Mitglieder der königlichen Familie. Sechs Jahre später, am 1. April 1862, zog sich Van Elten aus gesundheitlichen Gründen von der Bühne zurück. Zu dem Zeitpunkt war sie fast 78 Jahre alt. Ihr letzter Auftritt war in „Het puntdicht“, einem Stück von Kotzebue.
Elisabeth van Elten starb nach langer Krankheit im Alter von 81 Jahren. Sie wurde am 8. Mai 1865 im Eik en Duinen in Den Haag beigesetzt, wo Schauspieler verschiedener Kompanien ihr die letzte Ehre erwiesen. In Berichten über ihre Beerdigung wird sie als „die letzte überlebende Künstlerin auf der südholländischen Bühne“ beschrieben.